# Mustilia lieftincki
Mustilia lieftincki är en fjärilsart som beskrevs av Walter Karl Johann Roepke 1948. Mustilia lieftincki ingår i släktet Mustilia och familjen silkesspinnare. Inga underarter finns listade i Catalogue of Life.